# Dumfregia
Dumfregia huxleyi
Genre
Espèce
Dumfregia est un genre éteint de poissons de la classe des Sarcoptérygiens.
Il n'est connu que sur le site écossais d'Eskdale dans la région de Dumfries and Galloway où il a vécu au Carbonifère inférieur (Viséen), il y a entre 346 et 343 Ma (millions d'années).
Une seule espèce est assignée à ce genre, Dumfregia huxleyi (Traquair, 1881)†.